# Африканская ласка
Африканская ласка, или полосатая ласка (лат. Poecilogale albinucha) — вид семейства куньих, единственный в одноимённом роде.

## Ареал
Ареал — юг Африканского континента, от озера Виктория и юга ДРК до юга ЮАР, за исключением пустынь Намибии и Ботсваны, а также прибрежных районов Мозамбика. Эндемична для южной части Африки.

## Описание
Длина тела — до 50 см, хвост от 6 до 20 см.

## Поведение
Ночной охотник. Питается грызунами.